# Chanathip Songkrasin
Chanathip Songkrasin (Sam Phran, 5 oktober 1993) is een Thais voetballer die als middenvelder speelt bij BG Pathum United.

## Clubcarrière
Chanathip Songkrasin begon zijn carrière bij BEC Tero Sasana in 2012. Chanathip Songkrasin speelde voor Muangthong United i Hokkaido Consadole Sapporo.

## Thais voetbalelftal
In 2012 debuteerde hij in het Thais voetbalelftal, waarvoor hij sindsdien 44 interlands speelde, en 5 keer een doelpunt maakte.

## Statistieken
| Thais voetbalelftal | Thais voetbalelftal | Thais voetbalelftal |
| Jaar                | Duels               | Goals               |
| ------------------- | ------------------- | ------------------- |
| 2012                | 2                   | 0                   |
| 2013                | 3                   | 2                   |
| 2014                | 7                   | 2                   |
| 2015                | 5                   | 0                   |
| 2016                | 16                  | 1                   |
| 2017                | 4                   | 0                   |
| 2018                | 4                   | 0                   |
| 2019                | 10                  | 3                   |
| 2021                | 5                   | 4                   |
| 2022                | 5                   | 0                   |
| 2023                | 5                   | 0                   |
| 2024                | 5                   | 2                   |
| Totaal              | 68                  | 14                  |